# Afder
Afder är en zon i Etiopien.   Den ligger i regionen Somali, i den sydöstra delen av landet, 600 km sydost om huvudstaden Addis Abeba.